# 天主教聖伊西德羅-埃爾赫內拉爾教區
天主教聖伊西德羅-埃爾赫內拉爾教區（拉丁語：Dioecesis Sancti Isidori）是哥斯達黎加一個羅馬天主教教區，為聖何塞總教區的附屬教區。
教區成立於1954年8月19日，包括聖何塞省和蓬塔雷納斯省一部份。2010年有教友359,000人（佔轄區總人口97.3%）、廿六個堂區、五十四名司鐸。現任教區主教為加俾額爾·恩里克·蒙特羅·烏曼納（Gabriel Enrique Montero Umaña）。